# 丈地均粮碑
丈地均粮碑，位于中国甘肃省舟曲县，为一个省级文物保护单位，类型为石窟寺及石刻。
丈地均粮碑的历史年代为明代。